# نيلس سكوغلاند
نيلس سكوغلاند (بالسويدية: Nils Skoglund)‏ هو غطاس سويدي، ولد في 15 أغسطس 1906 في ستوكهولم في السويد، وتوفي بنفس المكان في 1980.

## وصلات خارجية
- نيلس سكوغلاند على موقع قاعدة بيانات الأفلام السويدية (السويدية)

- نيلس سكوغلاند على موقع اللجنة الأولمبية الدولية (الإنجليزية)
- نيلس سكوغلاند على موقع أوليمبيديا (الإنجليزية)
- نيلس سكوغلاند على موقع اللجنة الأولمبية السويدية (السويدية)